# PGC 64240
LEDA/PGC 64240 (auch NGC 6875A) ist eine Balken-Spiralgalaxie vom Hubble-Typ SBbc im Sternbild Teleskop am Südsternhimmel. Sie ist schätzungsweise 140 Millionen Lichtjahre von der Milchstraße entfernt und hat einen Durchmesser von etwa 110.000 Lichtjahren.

Im gleichen Himmelsareal befinden sich u. a. die Galaxien NGC 6875 und IC 4956.